# Esteban Vizcarra
Esteban Vizcarra (sinh ngày 11 tháng 4 năm 1986 ở Belén de Escobar) là một cầu thủ bóng đá người Indonesia gốc Argentina hiện tại thi đấu cho Sriwijaya ở Liga 1.

## Sự nghiệp
Tiền vệ trước đây thi đấu cho Pelita Jaya, CD Salobreña ở Tây Ban Nha và ở quê nhà cho Club Atlético Douglas Haig và Club Atlético Huracán.
Ngày 3 tháng 11 năm 2014, anh ký bản hợp đồng mới với Semen Padang. Mùa giải 2016, Vizcarra là thành viên của Arema.

## Danh hiệu

### Danh hiệu câu lạc bộ
Semen Padang
- Indonesia Premier League: 2011-12
- Indonesian Community Shield: 2013